# 23900 Urakawa
23900 Urakawa este un asteroid din centura principală de asteroizi.

## Descriere
23900 Urakawa este un asteroid din centura principală de asteroizi. A fost descoperit pe 17 septembrie 1998 la Stația Anderson Mesa în cadrul programului LONEOS. Asteroidul prezintă o orbită caracterizată de o semiaxă mare de 2,79 ua, o excentricitate de 0,03 și o înclinație de 3,3° în raport cu ecliptica.